# Kanton Canteleu
Der Kanton Canteleu ist seit 2015 ein französischer Wahlkreis im Arrondissement Rouen im Département Seine-Maritime in der Region Normandie; sein Hauptort ist Canteleu.

## Gemeinden
Der Kanton besteht aus sechs Gemeinden mit insgesamt 28.629 Einwohnern (Stand: 1. Januar 2022) auf einer Gesamtfläche von 55,38 km²:
| Gemeinde                   | Einwohner 1. Januar 2022 | Fläche km² | Dichte Einw./km² | Code INSEE | Postleitzahl |
| -------------------------- | ------------------------ | ---------- | ---------------- | ---------- | ------------ |
| Canteleu                   | 14.420                   | 17,61      | 819              | 76157      | 76380        |
| Hautot-sur-Seine           | 395                      | 2,16       | 183              | 76350      | 76113        |
| Maromme                    | 11.005                   | 4,01       | 2.744            | 76410      | 76150        |
| Sahurs                     | 1.226                    | 11,23      | 109              | 76550      | 76113        |
| Saint-Pierre-de-Manneville | 884                      | 10,21      | 87               | 76634      | 76113        |
| Val-de-la-Haye             | 699                      | 10,16      | 69               | 76717      | 76380        |
| Kanton Canteleu            | 28.629                   | 55,38      | 517              | 7604       | –            |